# Strada Albișoara din Chișinău
Strada Albișoara (între 1990–1992 Naberejnaia – „Riverală”) este amplasată în partea de jos a orașului Chișinău, între strada Mihai Viteazul și Piața Constantin Negruzzi, unde se conectează cu bulevardele Iuri Gagarin, Constantin Negruzzi și Dimitrie Cantemir. Are o lungime de 3,8 km, urmând (aproximativ) cursul râului Bîc. Este deseori afectată de inundații.

## Etimologie
În 1436 este atestat toponimul Chișinăul lui Acbaș (Albaș) pe Bîc. Documentul respectiv trimite la o etimologie antroponimică – Chișinăul lui Acbaș, Izvorul lui Acbaș, Albișoara reprezentând o formație diminutivă cu sufixul -ișoara. Nu este exclus ca denumirea inițială a izvorului să fi fost Fântâna Albă, cele ulterioare – Fântâna lui Acbaș și Albișoara – fiind creații libere ale uricarilor și traducătorilor de documente, or în hrisovul din 1466 se confirma lui Vlaicu credincios și cinstit boier... o seliște la Chișinău, la Fântâna Albișoara.

## Istorie
Este una dintre cele mai vechi străzi ale Chișinăului, fiind pe vremuri un fel de șleau ce comunica direct cu marile drumuri sudice care duceau spre Tighina, Căușeni, Cetatea Albă, sau cu cele nordice spre Sculeni, Iași, Orhei, Soroca, Hotin. Aici, la intrarea în vechiul târg, se efectua controlul mărfurilor și produselor alimentare aduse pentru vânzare la piețele și iarmaroacele locale. De-a lungul tractului erau amplasate localuri de popas pentru negustori și călători: poște, hanuri, făgădaie, rateșe.
Cu strada Albișoara comunicau vechile ulițe și ulicioare: Botezatu, Buna-Vestire, Fântânilor, Drumu Mare, Visterniceni, Grădinilor, Sf. Gheorghe, Ismail. Acestea, în mare parte, au dispărut sau au fost redenumite. Pe o colină din preajma străzii este situată biserica Măzărache, unul dintre cele mai vechi edificii ale orașului. În apropiere se află vechile izvoare ale Chișinăului, care serveau drept punct de plecare pentru schița așezării.
În 2020, strada a fost reparată capital.